# リッキーワイド
リッキーワイドはみずほ銀行が発行する利子一括支払利付金融債。正式名称「利付みずほ銀行債券利子一括払」。

## 概要
1981年10月から発売されてきたが、2007年3月（財形タイプについては2012年3月）一杯をもって販売を終了した。
元々は日本興業銀行（興銀）が発行・発売した「利付興業債券利子一括払」。「リッキー」の「ワイド」版なので「リッキーワイド」と名付けられた。発売当初から金融債総合口座への保護預かり専用の債券となっている。保護預かり専用の債券であることからリッキーワイドは預金保険の保護対象となっている。
リッキーとの違いは、リッキーは半年毎に利息が支払われるのに対して、リッキーワイドは満期日に一括して利息が支払われる。
2016年1月1日現在では、興銀の事業を承継したみずほ銀行の金融債取り扱い店舗で償還金を受け取ることが出来る。